# Alphonse Denis (1906-1997)
Pour les articles homonymes, voir Alphonse Denis et Denis.
Alphonse Denis, né le 5 mars 1906 à Limoges (Haute-Vienne) et mort le 19 avril 1997 à Limoges (Haute-Vienne), est un résistant et un homme politique français. Membre du Parti communiste français, il a été conseiller général de Limoges et député de la Haute-Vienne.

## Biographie
Ouvrier en chaussures à l'âge de 12 ans, il devient employé de commerce, puis voyageur de commerce après avoir suivi une formation.
Il adhère au Parti communiste français en 1932. Également membre de la CGT, il fonde la Fédération nationale de  VRP en 1936.
Il est l'un des premiers en Limousin à s'engager dans la Résistance, dès août 1940. Il est à l'origine d’une manifestation silencieuse à Limoges le 12 octobre 1942 contre le premier départ pour l’Allemagne dans le cadre du service du travail obligatoire (STO). Il est responsable du Front national de résistance en Languedoc, lieutenant-colonel de FFI et secrétaire du Comité régional de Libération.
Figure majeure de la période de l'Occupation, il dirige notamment l'édition du premier journal clandestin de Limoges, Valmy (qui deviendra l'Écho du Centre), en 1943.
Alphonse Denis est élu le 21 octobre 1945 à la première Assemblée constituante, puis réélu en 1946, 1951 et 1956. Il est membre de la Commission de la justice en 1945 et de celle des affaires économiques et de la Commission du ravitaillement en 1946. Il est également juré à la Haute Cour de justice et participe aux procès de la plupart des ministres de Vichy. Concernant le procès des responsables du massacre d'Oradour-sur-Glane, il met en doute l’incorporation forcée des Alsaciens dans l’armée allemande et, en 1955, s’indigne de l’amnistie accordée aux Alsaciens condamnés dans cette affaire.
Par la suite, Alphonse Denis est conseiller général, secrétaire départemental du Secours populaire français et vice-président de l’ANACR.

## Distinction
Il est décoré de la médaille de la Résistance.

## Détail des fonctions et des mandats
Mandats parlementaires
- 21 octobre 1945 - 10 juin 1946 : Député de la Haute-Vienne
- 2 juin 1946 - 27 novembre 1946 : Député de la Haute-Vienne
- 10 novembre 1946 - 4 juillet 1951 : Député de la Haute-Vienne
- 17 juin 1951 - 1er décembre 1955 : Député de la Haute-Vienne
- 2 janvier 1956 - 8 décembre 1958 : Député de la Haute-Vienne

Mandats locaux
- 1964 - 1973 : Conseiller général du canton de Limoges-Beaupuy
- 1973 - 1976 : Conseiller général du canton de Limoges-Cité
- 1977 - 1989 : Conseiller municipal de Limoges